# منظمة اتحاد المرأة (أو منظمة الاتحاد النسائي)
هي منظمة قومية غير حزبية،  مُعْفَى من دفع الضرائب وغير هادفة للربح، وتتمثل مهمتها في وضع نهاية لعدم المساواة للمرأة والتي تنتج من الانحياز والتمييز والدفاع والتطور في الحقوق الإنسانية والمدنية للنساء والفتيات. تَشَكَلتْ المنظمة في ميشيغان في فبراير 2012. تطورت استجابةً للحرب على المرأة، وسلسلة من الأعمال التشريعية والتي تؤثر بشكل سلبي علي المرأة. نظمت المجموعة مسيرات عديدة، وشملت مسيرة في جاكسون، وميسيسيبي، اعتراضًا علي 32 قانون، تم تقديم هذه الجلسة والتي تُعَرْقل وصول المرأة إلي الرعاية الصحية. ومسيرة في جميع أنحاء البلاد في 28 أبريل 2012 حدثت في جميع أنحاء الولايات المتحدة. تمت الموافقة والدعم علي المجموعة من خلال الجمعية الأمريكية للمرأة الجامعية، والمعهد الوطنى لاتينا للصحة الإنجابية، وتحالف نساء اتحاد العمال، ومنظمة حفلة القهوة الأمريكية. روجت المسيرة في أبريل 2012 من خلال باربرا هانا جروفرمان. ظهرت كارن تيجاردن رئيسة منظمة اتحاد المرأة إلى جانب رئيسة المنظمة الوطنية للمرأة تيري اونيل في برنامج المرأة الحقيقة. و تمت دعوة قائدتا حقوق المرأة من خلال مذيعة الراديو شانون فيشر حول وضع حقوق المرأة في أمريكا. كانت المنظمة شريكة في احتفال الذكرى المئوية لحق التصويت في عام 2013، والذي كان أسبوعًا من الأحداث في واشنطن التي كانت قبل إعادة تمثيل موكب المرأة في حق التصويت لعام 1913. وكان هناك شركاء آخرون في احتفال الذكري المئوية لحق التصويت وهم المتحف التاريخي للمرأة الوطنية ومتحف سيوال بلمونت، ومتحف سميث سونيان الوطني للتاريخ الأمريكي، ونيوزيم، والرابطة الأمريكية للمرأة الجامعية، وبنات الثورة الأمريكية، ودلتا سيجما ثيتا، والمحفوظات الوطنية، ونقطة تحول في حق التصويت
التذكارية، ونادي الصحافة الوطني، وقاعة جامعة جورج واشنطن ليزنر.  اطلقت حملة &quot;اتحدوا ضد الاغتصاب &quot; التي اطلقتها منظمة اتحاد المراة لرفع الوعي العام بقضايا الاغتصاب والإتجار بالبشر والعنف ضد المرأة. وقد شارك في الحملة مجموعة من المُشَرّعين والصحفيين والمشاهير، بمن فيهم السناتور الأمريكي مارك وارنر وتيم كين ؛ الممثلون الكوميديون روزان بار، ومارجريت تشو، وأنابيل جورويتش ولويس برومفيلد. وداعية العدالة الاجتماعية ساندرا فلوك؛ والمدافعة فيلادلفيا ايجلز، و روني كاميرون، والموسيقي كورتني لوف ؛ والمُعَلْقون الاجتماعيون والسياسيون ميجان ميكاين، واليكسندريا  جودارد (مدون ستوبينفيل)، وليسلي سالزيلو، وكيمبرلي أ. جونسون وتانيا تاتوم ؛ والكُتَّاب والمحررون من مجلة XoJane، وجين برات، وماندي ستادتميلر، وأليسون فرير، ومارسي روبن، وجوليا أليسون ؛ و الفنانون يورى لوينثال، وبيا جلين وشارون جاردنر ؛ وفنان المشاهير السكر المعانى؛ والكُتَّاب هيرمان وليامز، الثالث، بات بيرترام، ميشيل رول وتوني موريسون ؛ والمدير التنفيذي لمركز قضايا الاغتصاب العسكري بانايوتا بيرتزيك ؛ وخبراء علاقة المشاهير والدكتورة جيلدا كارل والدكتورة شيري مايرز. و تم تأسيس الحملة من خلال أعضاء اللجنة التنفيذية لمنظمة اتحاد المرأة، رينيه ديفيز، وكارن تيجاردن، وشانون فيشر، وسارة وارفيلد تشامبرلين. كما تعاون الفريق مع شبكة Rape، Abuse &amp; Incest Inc Network في حملة يوم RAINN الوطني لرفع مستوى الوعي بالاعتداء الجنسي في حملات الجامعة